# Pianotrio
En pianotrio är en kammarmusikalisk ensemble bestående av piano, violin och cello, eller en komposition för denna ensemble. Ett exempel på en sådan sammansättning är koreanska gruppen Ahn Trio.